# Liste des phares de l'île de Man

Ceci est la liste des phares de l'Île de Man qui sont situés en mer d'Irlande, entre l'Angleterre et l'Irlande. Ils sont gérés, pour la plupart, par le Northern Lighthouse Board, l'organisme chargé des phares et balises.

## Calf of Man
- Phare de Calf of Man (inactif)
- Calf of Man High Light (inactif)
- Calf of Man Low Light (inactif)
- Phare de Chicken Rock

## Île de Man
- Castletown :
  - Phare d'Irish Quay
  - Phare de New Pier
- Phare de Douglas Head
- Phare de Langness
- Phare de Maughold Head
- Phare de Point of Ayre

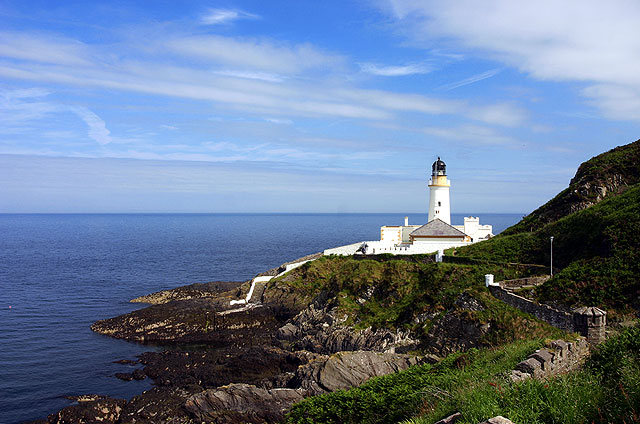
Phare de Douglas Head.

- Phare de Point of Ayre Winkie (inactif)
- Phare de Port Erin
- Phare de Thousla Rock